# Sindaci di Castel Goffredo
Di seguito l'elenco cronologico dei sindaci di Castel Goffredo e delle altre figure apicali equivalenti che si sono succedute nel corso della storia.

## Regno d'Italia (1861-1946)
| Sindaci nominati dal governo (1861-1889)                   | Sindaci nominati dal governo (1861-1889) | Sindaci nominati dal governo (1861-1889) | Sindaci nominati dal governo (1861-1889) | Sindaci nominati dal governo (1861-1889) |
| Nominativo                                                 | Partito                                  | Partito                                  | Mandato                                  | Mandato                                  |
| Nominativo                                                 | Partito                                  | Partito                                  | Inizio                                   | Fine                                     |
| ---------------------------------------------------------- | ---------------------------------------- | ---------------------------------------- | ---------------------------------------- | ---------------------------------------- |
| Anselmo Tommasi                                            | Liberali                                 | Liberali                                 | 1860                                     | 1891                                     |
| Sindaci eletti dal consiglio comunale (1889-1926)          |                                          |                                          |                                          |                                          |
| Nominativo                                                 | Partito                                  | Partito                                  | Mandato                                  | Mandato                                  |
| Nominativo                                                 | Partito                                  | Partito                                  | Inizio                                   | Fine                                     |
| Francesco Bonfiglio                                        | Liberali                                 | Liberali                                 | 1892                                     | 1902                                     |
| Bernardo Galdolfini                                        | Clerico Moderati                         | Clerico Moderati                         | 1902                                     | 1905                                     |
| Emilio Acerbi                                              | Clerico Moderati                         | Clerico Moderati                         | 1905                                     | 1907                                     |
| Giovanni Gandolfini                                        | Clerico Moderati                         | Clerico Moderati                         | 1907                                     | 1913                                     |
| Italo Siliprandi                                           | Clerico Moderati                         | Clerico Moderati                         | 1913                                     | 1914                                     |
| Omero Franceschi                                           | Partito Socialista Italiano              | Partito Socialista Italiano              | 1914                                     | 1918                                     |
| Emanuele Rodella                                           | Partito Socialista Italiano              | Partito Socialista Italiano              | 1918                                     | 1920                                     |
| Enrico Gandolfini                                          | Partito Popolare Italiano                | Partito Popolare Italiano                | 1920                                     | 1923                                     |
| Podestà nominati dal governo (1926-1945)                   |                                          |                                          |                                          |                                          |
| Nominativo                                                 | Partito                                  | Partito                                  | Mandato                                  | Mandato                                  |
| Nominativo                                                 | Partito                                  | Partito                                  | Inizio                                   | Fine                                     |
| Achille Nodari                                             | Partito Nazionale Fascista               | Partito Nazionale Fascista               | 1923                                     | 1927                                     |
| Achille Nodari                                             | Partito Nazionale Fascista               | Partito Nazionale Fascista               | 1927                                     | 1928                                     |
| Erminio Piccinelli (Regio Commissario)                     | -                                        | -                                        | 1928                                     | 1928                                     |
| Achille Nodari                                             | Partito Nazionale Fascista               | Partito Nazionale Fascista               | 1928                                     | 1930                                     |
| Carlo Pagani (Regio Commissario)                           | -                                        | -                                        | 1930                                     | 1931                                     |
| Delfino Eoli                                               | Partito Nazionale Fascista               | Partito Nazionale Fascista               | 1931                                     | 1933                                     |
| Enos Casnici (Regio Commissario)                           | -                                        | -                                        | 1933                                     | 1934                                     |
| Achille Nodari                                             | Partito Nazionale Fascista               | Partito Nazionale Fascista               | 1934                                     | 1938                                     |
| Arturo Marigo (Regio Commissario)                          | -                                        | -                                        | 1938                                     | 1938                                     |
| Delfino Eoli                                               | Partito Nazionale Fascista               | Partito Nazionale Fascista               | 1938                                     | 1942                                     |
| Enos Casnici (Regio Commissario)                           | -                                        | -                                        | 1942                                     | 1943                                     |
| Francesco Prignaca                                         | Partito Fascista Repubblicano            | Partito Fascista Repubblicano            | 1943                                     | 1943                                     |
| Valerio Morbini (Regio Commissario)                        | -                                        | -                                        | 1943                                     | 1945                                     |
| Alberto Testa                                              | Partito Fascista Repubblicano            | Partito Fascista Repubblicano            | 1945                                     | 1945                                     |
| Sindaci del periodo costituzionale transitorio (1945-1946) |                                          |                                          |                                          |                                          |
| Nominativo                                                 | Partito                                  | Partito                                  | Mandato                                  | Mandato                                  |
| Nominativo                                                 | Partito                                  | Partito                                  | Inizio                                   | Fine                                     |
| Albino Ploia                                               |                                          | Democrazia Cristiana                     | 1945                                     | 1946                                     |

## Repubblica Italiana (dal 1946)
| Sindaci eletti dal Consiglio comunale (1946-1993)    | Sindaci eletti dal Consiglio comunale (1946-1993) | Sindaci eletti dal Consiglio comunale (1946-1993) | Sindaci eletti dal Consiglio comunale (1946-1993) | Sindaci eletti dal Consiglio comunale (1946-1993) | Sindaci eletti dal Consiglio comunale (1946-1993) | Sindaci eletti dal Consiglio comunale (1946-1993) | Sindaci eletti dal Consiglio comunale (1946-1993) | Sindaci eletti dal Consiglio comunale (1946-1993) | Sindaci eletti dal Consiglio comunale (1946-1993) |
| Nominativo                                           | Nominativo                                        | Partito                                           | Partito                                           | Partito                                           | Partito                                           | Mandato                                           | Mandato                                           | Elezione                                          |                                                   |
| Nominativo                                           | Nominativo                                        | Partito                                           | Partito                                           | Partito                                           | Partito                                           | Inizio                                            | Fine                                              | Elezione                                          |                                                   |
| ---------------------------------------------------- | ------------------------------------------------- | ------------------------------------------------- | ------------------------------------------------- | ------------------------------------------------- | ------------------------------------------------- | ------------------------------------------------- | ------------------------------------------------- | ------------------------------------------------- | ------------------------------------------------- |
|                                                      | Francesco Ferrari                                 |                                                   | Partito Socialista Italiano                       | Partito Socialista Italiano                       | Partito Socialista Italiano                       | 1946                                              | 1951                                              | 1946                                              |                                                   |
|                                                      | Albino Ploia                                      |                                                   | Democrazia Cristiana                              | Democrazia Cristiana                              | Democrazia Cristiana                              | 1951                                              | 1958                                              | 1951                                              |                                                   |
|                                                      | Giovanni Vignoni                                  |                                                   | Democrazia Cristiana                              | Democrazia Cristiana                              | Democrazia Cristiana                              | 1958                                              | 1960                                              | 1958                                              |                                                   |
|                                                      | Telemaco Marchi                                   |                                                   | Democrazia Cristiana                              | Democrazia Cristiana                              | Democrazia Cristiana                              | 1960                                              | 1964                                              | 1960                                              |                                                   |
|                                                      | Francesco Zelioli-Lanzini                         |                                                   | Democrazia Cristiana                              | Democrazia Cristiana                              | Democrazia Cristiana                              | 1964                                              | 1968                                              | 1964                                              |                                                   |
|                                                      | Giovanni Carleschi                                |                                                   | Democrazia Cristiana                              | Democrazia Cristiana                              | Democrazia Cristiana                              | 1968                                              | 1970                                              | 1968                                              |                                                   |
|                                                      | Albino Ploia                                      |                                                   | Democrazia Cristiana                              | Democrazia Cristiana                              | Democrazia Cristiana                              | 1970                                              | 1975                                              | 1970                                              |                                                   |
|                                                      | Domenico Bonora                                   |                                                   | Democrazia Cristiana                              | Democrazia Cristiana                              | Democrazia Cristiana                              | 1975                                              | 1980                                              | 1975                                              |                                                   |
|                                                      | Domenico Bonora                                   |                                                   | Democrazia Cristiana                              | Democrazia Cristiana                              | Democrazia Cristiana                              | 1980                                              | 1985                                              | 1980                                              |                                                   |
|                                                      | Domenico Bonora                                   |                                                   | Democrazia Cristiana                              | Democrazia Cristiana                              | Democrazia Cristiana                              | 1985                                              | 1990                                              | 1985                                              |                                                   |
|                                                      | Romeo Faganelli                                   |                                                   | Democrazia Cristiana                              | Democrazia Cristiana                              | Democrazia Cristiana                              | 1990                                              | 1995                                              | 1990                                              |                                                   |
| Sindaci eletti direttamente dai cittadini (dal 1993) |                                                   |                                                   |                                                   |                                                   |                                                   |                                                   |                                                   |                                                   |                                                   |
| Nominativo                                           | Nominativo                                        | Partito                                           | Partito                                           | Coalizione                                        | Coalizione                                        | Mandato                                           | Mandato                                           | Elezione                                          |                                                   |
| Nominativo                                           | Nominativo                                        | Partito                                           | Partito                                           | Coalizione                                        | Coalizione                                        | Inizio                                            | Fine                                              | Elezione                                          |                                                   |
|                                                      | Pietro Nardi                                      |                                                   | Partito Socialista Italiano                       |                                                   | L. civiche                                        | 1995                                              | 1999                                              | 1995                                              |                                                   |
|                                                      | Mario Beruffi                                     |                                                   | Unione di Centro                                  |                                                   | L. civiche                                        | 1999                                              | 2004                                              | 1999                                              |                                                   |
|                                                      | Anna Maria Cremonesi                              |                                                   | Unione di Centro                                  |                                                   | L. civiche                                        | 2004                                              | 2007                                              | 2004                                              |                                                   |
|                                                      | Angelo Araldi                                     |                                                   | Commissario prefettizio                           |                                                   |                                                   | 2007                                              | 2008                                              |                                                   |                                                   |
|                                                      | Mauro Falchetti                                   |                                                   | Il Popolo della Libertà                           |                                                   | L. civiche                                        | 2008                                              | 2013                                              | 2008                                              |                                                   |
|                                                      | Alfredo Posenato                                  |                                                   | Indipendente                                      |                                                   | L. civiche                                        | 2013                                              | 2018                                              | 2013                                              |                                                   |
|                                                      | Achille Prignaca                                  |                                                   | Lega per Salvini Premier                          |                                                   | Lega-FI-FdI                                       | 2018                                              | 2023                                              | 2018                                              |                                                   |
|                                                      | Alfredo Posenato                                  |                                                   | Indipendente                                      |                                                   | L. civiche                                        | 2023                                              | in carica                                         | 2023                                              |                                                   |